# HD 4398
HD 4398，又名CD-23 293，SAO 166555、HR 210，是一颗恒星，视星等为5.5，位于銀經108.14，銀緯-85.24，其B1900.0坐标为赤經0h 41m 13.6s，赤緯-23° -85.24′ 7″。